# HIP 11915
HIP 11915 ist ein Gelber Zwerg im Sternbild Walfisch, der rund 186 Lichtjahre von der Sonne entfernt ist. Er weist eine der Sonne annähernd gleichende Masse, Temperatur, und Metallizität sowie ein vergleichbares Alter auf und ist daher ein sogenannter „Solar twin“ (engl. Sonnenzwilling). 2015 wurde die Entdeckung eines annähernd jupitergroßen Exoplaneten um den Stern bekanntgegeben, der HIP 11915 in etwa der gleichen Entfernung umkreist wie Jupiter die Sonne.
Der Stern ist mit einer scheinbaren Helligkeit von 8,58 mag viel zu lichtschwach, um noch mit dem bloßen Auge gesehen werden zu können. Er kann jedoch mit einem Fernglas beobachtet werden.

## Planetensystem
HIP 11915 gehört zu einer Reihe von etwa 60 als „Solar twins“ eingestuften Sternen, die seit 2011 im Rahmen eines Suchprogramms für Exoplaneten um solche Sterne mit dem Échelle-Spektrographen HARPS der Europäischen Südsternwarte (ESO) untersucht werden. Ein internationales Astronomenteam unter der Leitung brasilianischer Wissenschaftler gab im Juli 2015 den Nachweis eines Planeten bekannt, der um HIP 11915 kreist. Die Entdeckung erfolgte mittels der Radialgeschwindigkeitsmethode. Ein stellarer Aktivitätszyklus als alternative Erklärung (anstelle eines Planeten) für die Ergebnisse der Radialgeschwindigkeitsmessungen wird von den Entdeckern jedoch nicht vollständig ausgeschlossen.
Der Planet mit der Bezeichnung HIP 11915 b hat der Modellrechnung des Entdeckerteams zufolge eine Mindestmasse von rund 0,99 Jupitermassen, eine große Bahnhalbachse von rund 4,8 AE, und eine Umlaufzeit von rund 3830 Tagen. Der Planet kann somit als „Jupiterzwilling“ bezeichnet werden, der eine vergleichbare Masse besitzt wie Jupiter im Sonnensystem und seinen Zentralstern in einer ähnlichen Entfernung umkreist wie Jupiter die Sonne.
Die Ergebnisse der Radialgeschwindigkeitsmessungen schließen die Existenz eines weiteren Gasriesen innerhalb eines Umlaufradius von 1000 Tagen um HIP 11915 aus, was die Möglichkeit von weiter innen umlaufenden terrestrischen Planeten offenlässt. Das Planetensystem von HIP 11915 ist einer Pressemeldung der ESO zufolge einer der vielversprechendsten Kandidaten für ein Planetensystem ähnlich unserem eigenen.